# Trogoderma arcanum
Trogoderma arcanum is een keversoort uit de familie spektorren (Dermestidae). De wetenschappelijke naam van de soort werd in 2002 gepubliceerd door Zhantiev.